# Рока, Жоэль
Жоэль Рока Казальс (кат. Joel Roca Casals; род. 7 июля 2005 или 7 июня 2005, Кампродон) — испанский футболист, вингер клуба «Жирона».

## Клубная карьера
Рока является воспитанником клубов «Кампродон» и «Барселона». В 2019 году присоединился к академии «Жироны», с которой подписал профессиональный контракт в 2022 году. 26 августа того же года дебютировал в Ла Лиге в матче против клуба «Сельта», выйдя на замену под конец матча. 

## Карьера в сборной
Выступал за сборные Испании до 17, до 18 и до 19 лет.